# New Hebron
New Hebron es un pueblo del Condado de Lawrence, Misisipi, Estados Unidos. Según el censo de 2000 tenía una población de 447 habitantes y una densidad de población de 257.6 hab/km².

## Demografía
Según el censo de 2000, había 447 personas, 179 hogares y 124 familias residiendo en la localidad. La densidad de población era de 257,6 hab./km². Había 205 viviendas con una densidad media de 118,1 viviendas/km². El 93,96% de los habitantes eran blancos, el 5,59% afroamericanos y el 0,45% pertenecía a dos o más razas. El 1,34% de la población eran hispanos o latinos de cualquier raza.
Según el censo, de los 179 hogares en el 33,0% había menores de 18 años, el 60,9% pertenecía a parejas casadas, el 7,3% tenía a una mujer como cabeza de familia y el 30,2% no eran familias. El 29,1% de los hogares estaba compuesto por un único individuo y el 16,2% pertenecía a alguien mayor de 65 años viviendo solo. El tamaño promedio de los hogares era de 2,50 personas y el de las familias de 3,09.
La población estaba distribuida en un 26,6% de habitantes menores de 18 años, un 8,1% entre 18 y 24 años, un 26,4% de 25 a 44, un 21,5% de 45 a 64 y un 17,4% de 65 años o mayores. La media de edad era 36 años. Por cada 100 mujeres había 82,4 hombres. Por cada 100 mujeres de 18 años o más, había 87,4 hombres.
Los ingresos medios por hogar en la localidad eran de 32.500 dólares ($) y los ingresos medios por familia eran 37.679 $. Los hombres tenían unos ingresos medios de 31.094 $ frente a los 24.167 $ para las mujeres. La renta per cápita para la ciudad era de 15.495 $. El 14,6% de la población y el 9,8% de las familias estaban por debajo del umbral de pobreza. El 11,1% de los menores de 18 años y el 15,3% de los habitantes de 65 años o más vivían por debajo del umbral de pobreza.

## Geografía
Según la Oficina del Censo de los Estados Unidos, la localidad tiene un área total de 1,7 km², todos ellos correspondientes a tierra firme.